# Internazionali di Tennis di Baviera 1999 - Qualificazioni doppio
Le qualificazioni del doppio degli Internazionali di Tennis di Baviera 1999 sono state un torneo di tennis preliminare per accedere alla fase finale della manifestazione. I vincitori dell'ultimo turno sono entrati di diritto nel tabellone principale. In caso di ritiro di uno o più giocatori aventi diritto a questi sono subentrati i lucky loser, ossia i giocatori che hanno perso nell'ultimo turno ma che avevano una classifica più alta rispetto agli altri partecipanti che avevano comunque perso nel turno finale.
Le qualificazioni del doppio del torneo prevedevano 4 coppie partecipanti di cui una è entrata nel tabellone principale.

## Teste di serie
1. Alberto Berasategui /  Francisco Roig (primo turno)

1. Vincenzo Santopadre /  Jan Siemerink (Qualificati)

## Qualificati
1. Vincenzo Santopadre  /   Jan Siemerink

## Tabellone

### Legenda
| - Q = Qualificato - WC = Wild card - LL = Lucky loser | - ALT = Alternate - SE = Special Exempt - PR = Protected Ranking | - w/o = Walkover - r = Ritirato - d = Squalificato |

|  | Primo turno | Primo turno                        | Primo turno                        | Primo turno | Primo turno |  |  | Ultimo turno | Ultimo turno                      | Ultimo turno                      | Ultimo turno | Ultimo turno |  |
|  |             |                                    |                                    |             |             |  |  |              |                                   |                                   |              |              |  |
|  |             | Andrei Pavel Tom Vanhoudt          | Andrei Pavel Tom Vanhoudt          | 6           | 6           |  |  |              |                                   |                                   |              |              |  |
|  | 1           | Alberto Berasategui Francisco Roig | Alberto Berasategui Francisco Roig | 1           | 4           |  |  |              | Andrei Pavel Tom Vanhoudt         | Andrei Pavel Tom Vanhoudt         | 3            | 5            |  |
|  | 2           | Vincenzo Santopadre Jan Siemerink  | Vincenzo Santopadre Jan Siemerink  | 6           | 6           |  |  | 2            | Vincenzo Santopadre Jan Siemerink | Vincenzo Santopadre Jan Siemerink | 6            | 7            |  |
|  |             | Álex López Morón Albert Portas     | Álex López Morón Albert Portas     | 4           | 2           |  |  |              |                                   |                                   |              |              |  |